# Punto medio (escritura)
Punto medio (·) es uno de los diversos tipos de puntos que existen a una altura media del espacio de un carácter, tal como está descrito en la tabla siguiente. Dependiendo del contexto, sirve de puntuación o de diacrítico.
| Símbolo | Código HTML | Código numérico | Código Unicode | Nota                                                |
| ------- | ----------- | --------------- | -------------- | --------------------------------------------------- |
| ·       | &middot;    | &#183;          | U+00B7         | Punto medio, punto volado                           |
| ˑ       |             | &#721;          | U+02D1         | Símbolo de interpunción IPA: punto medio triangular |
| •       | &bull;      | &#8226;         | U+2022         | Bolo o topo, empleado en listas                     |
| ‧       |             | &#8231;         | U+2027         | Punto de uso semejante al guion "-"                 |
| ・      |             | &#12539;        | U+30FB         | Punto medio katakana de anchura completa            |
| ꞏ       |             | &#42895;        | U+A78F         | como una letra                                      |
| ･       |             | &#65381;        | U+FF65         | Punto medio katakana de anchura media               |

## Usos en distintos idiomas
- Catalán. El punto volado (punt volat) se emplea entre dos caracteres l, es decir como ŀl, en los casos que ambos pertenezcan a sílabas distintas. Ejemplos: en col·lecció: colección; col·legi: colegio; paral·lel: paralelo. Por lo tanto no puede aparecer al principio, ni al final, de palabra. La pronunciación es la de una l geminada (ela geminada ['elə ʒəmi'nað̞ə]), a menudo reducida a [l] en la lengua corriente, distinta de la ll [λ] (ella ['eʎə]).

Este punto se mantiene en mayúsculas, como en COL·LEGI. Se debe evitar la sustitución por un punto normal: *col.legi, o por un guion: *col-legi. Si se separa la sílaba a final de línea, el punto se convierte en guion:
col-
legi
- Georgiano. Se emplea como coma "," de puntuación.
- Griego. El Ano Teleia, un tipo de punto y coma, literalmente "punto superior", se representa usualmente con un punto medio, a pesar de que posee un código Unicode propio: U+0387.
- Japonés. Si es necesario, palabras extranjeras escritas en katakana se separan a menudo con un punto medio (・). Para separar las palabras no se usan espacios, ni algún tipo de puntuación, sino una mezcla de escrituras katakana, kanji e hiragana. A veces también se emplea para separar listas en lugar de la coma japonesa: "、", conocida como tōten.

En la tipografía japonesa, la anchura del "punto medio katakana" (katakana middle dot, como lo designa el consorcio Unicode) es fija, igual a la mayoría de los caracteres kana, conocida como anchura completa. Si algunos de estos puntos se amplían, aparecen como cuadrados, lo cual no es una propiedad definitoria del punto medio empleado en Japón.
- Latín. En latín antiguo el punto medio se usaba habitualmente para separar las palabras. Más tarde lo sustituyó el espacio.
- Dialecto taiwanés min nan. El punto sobre la derecha, que indica una vocal más abierta, se transcribe normalmente con el punto medio Unicode, ya que el carácter necesario no se codificó hasta junio de 2004.

## Otros usos
- En publicaciones británicas de hasta mitad de los años 1970, especialmente científicas o matemáticas el punto medio se utilizaba como separador decimal.[1] En 1971, luego de la conversión a decimal de la moneda británica (libra esterlina), la recomendación oficial era escribir los decimales con punto medio (así: £21·42) y, cuando no había otra opción, usar un punto decimal. La introducción de máquinas de escribir electrónicas y calculadoras poco después fue probablemente la causa principal del declive del punto medio como separador decimal, aunque aún puede verse en círculos académicos.[2]
- En matemáticas se puede emplear un punto medio pequeño para representar la multiplicación, por ejemplo x∙y, con el fin de simbolizar el producto de x por y.[1] Cuando se emplea con números escalares es equivalente a ×: x∙y es lo mismo que x×y. Sin embargo, si se trata de vectores, el punto es el producto escalar; la Cruz de San Andrés (×), el producto vectorial. Para este uso, existe un carácter Unicode propio: U+2219 (∙).
- En química se utiliza para representar separadamente funciones químicas (categorías diferentes) dentro de compuestos. Ejemplos:

1. Yeso: para distinguir el sulfato de calcio de las moléculas del agua de cristalización: CaSO4 ∙ 2H2O, contrario al del mismo sulfato que carece de esta peculiar característica de agua (de cristalización), la anhidrita: CaSO4.
2. Dolomita: CaMg(CO3)2, para hacer énfasis de que se trata de un carbonato doble de calcio y magnesio: CaCO3 ∙ MgCO3.
3. Berilo, que es un metasilicato de berilio y aluminio: Be3Al2(SiO3)6, si se considera que está compuesto por óxidos: 3BeO ∙ Al2O3 ∙ 6SiO2.

- En rótulos (centrados) para separar categorías, sobre todo si van con mayúsculas:

## Escritura en informática
| Windows | · | Alt + 250 (del bloque numérico) | Punto medio que indica una multiplicación. Ejemplo: x · x² = x³ |